# Kyss mig
Kyss mig, também lançado como Kiss Me ou With Every Heartbeat, é um filme de drama romântico sueco de 2011 dirigido por Alexandra-Therese Keining. O filme ganhou o "Prêmio Revelação" no Festival AFI de 2011. O filme foi apresentado no Autostraddle como um dos "8 belos filmes lésbicos que você ainda não viu".

## Sinopse
Mia (Ruth Vega Fernandez) anuncia seu noivado com seu namorado Tim (Joakim Natterqvist) na festa de aniversário de 60 anos de seu pai, onde seu pai Lasse (Krister Henriksson) acaba de pedir sua namorada Elizabeth (Lena Endre) em casamento.
Quando Mia conhece a filha divertida de Elizabeth, Frida (Liv Mjones), ela fica inicialmente preocupada em ser aceita na família de Elizabeth. Relutantemente, Mia concorda em uma escapadela de fim de semana na ilha de Fiónia, Dinamarca, com Frida e Elizabeth. Forçada a dividir o quarto com Frida, Mia fica fascinada com a alegria da vida da outra mulher. Enquanto caminhava na floresta uma noite, Mia corajosamente beija Frida levando a um abraço amoroso. Frida está pronta e disposta a retribuir e as mulheres logo fazem sexo febril pela primeira vez. Com o fim de semana acabado, Mia deve retornar a Estocolmo e sua vida com Tim, e Frida retorna para sua companheira de vida Elin (Josefine Tengblad).
Mia planeja fugir para a Espanha, mas Frida a lembra que ela se casará com Tim em alguns dias. Frida termina com Elin e Mia foge do casamento. No entanto, Frida decide deixar Mia e vai para o aeroporto para se mudar. Mia tenta encontrá-la. Ela pergunta a Elin, que se recusa a contar, e depois pergunta a Elizabeth, que diz que o vôo partirá em 40 minutos. Mia segue Frida na Espanha.

## Elenco
- Ruth Vega Fernandez como Mia
- Liv Mjönes como Frida
- Krister Henriksson como Lasse
- Lena Endre como Elisabeth
- Joakim Nätterqvist como Tim
- Tom Ljungman como Oskar
- Josefine Tengblad  como Elin

## Música
A música para este filme inclui trilhas sonoras originais arranjadas por Marc Collin, bem como uma mistura eclética de canções de vários artistas, incluindo José González e Kultiration e ícone pop sueco, Robyn.